# Jeroen Bleekemolen
Jeroen Bleekemolen, né le 23 octobre 1981 à Heemstede, est un pilote automobile néerlandais.
Il est le fils de Michael Bleekemolen ancien pilote de Formule 1 et le frère cadet de Sebastiaan Bleekemolen.

## Biographie
En 2011, il remporte le Grand Prix de Baltimore dans la catégorie GTC.

## Palmarès
- Champion de Formule Ford Pays-Bas en 1998
- Champion de Formule Ford Benelux en 1998
- Champion de Renault Clio Cup Pays-Bas en 2001
- Vainqueur des 24 Heures du Mans 2008 en catégorie LMP2
- Champion de Porsche Supercup en 2008 et 2009
- Champion des American Le Mans Series dans la catégorie GTC en 2010 et 2013
- Vainqueur de la catégorie GTC du Petit Le Mans 2011
- Vainqueur de la catégorie GTC des 12 Heures de Sebring 2013
- Vainqueur des 24 Heures de Dubaï en 2012 et 2013
- Vainqueur des 24 Heures du Nürburgring en 2013
- Vainqueur des 12 Heures d'Abou Dabi en 2013

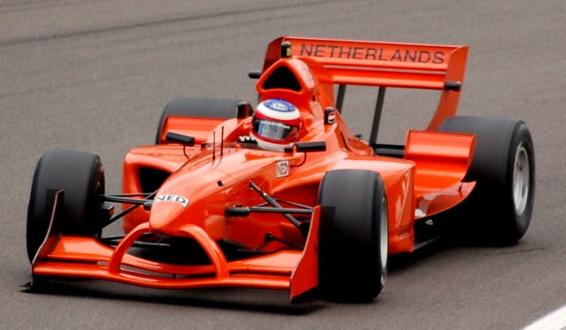
A1GP en 2006
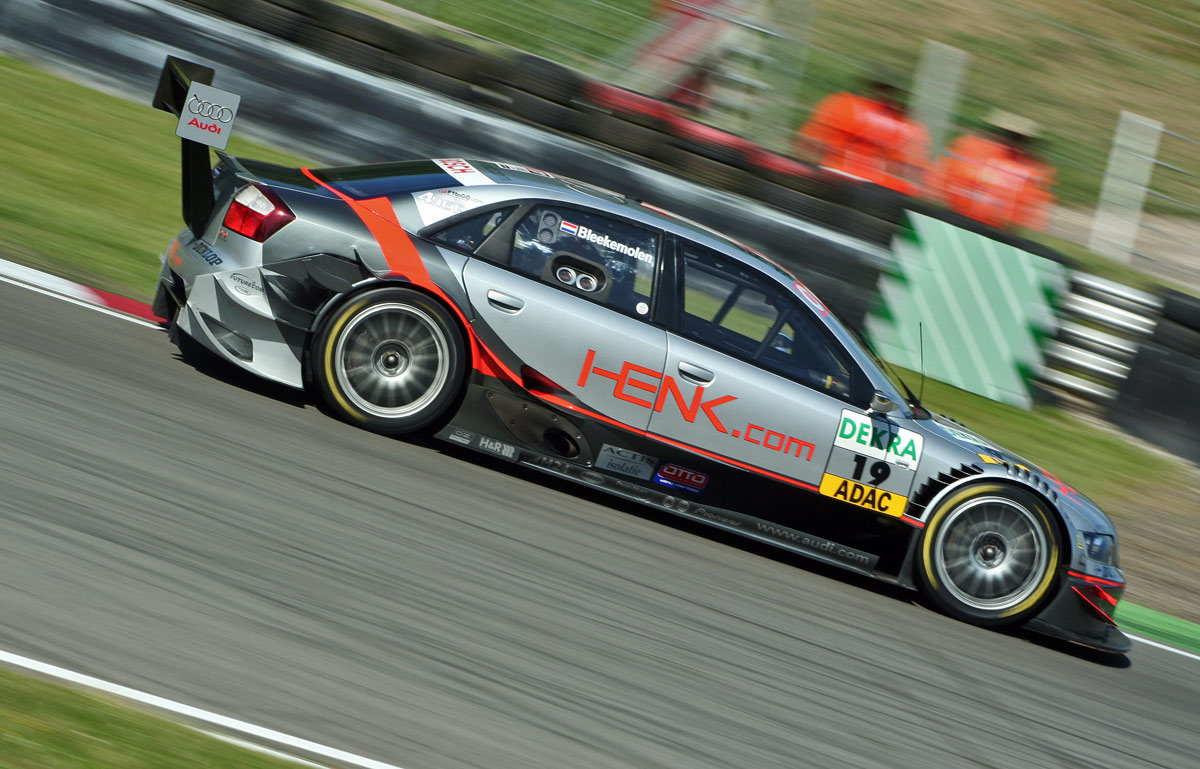
DTM en 2006
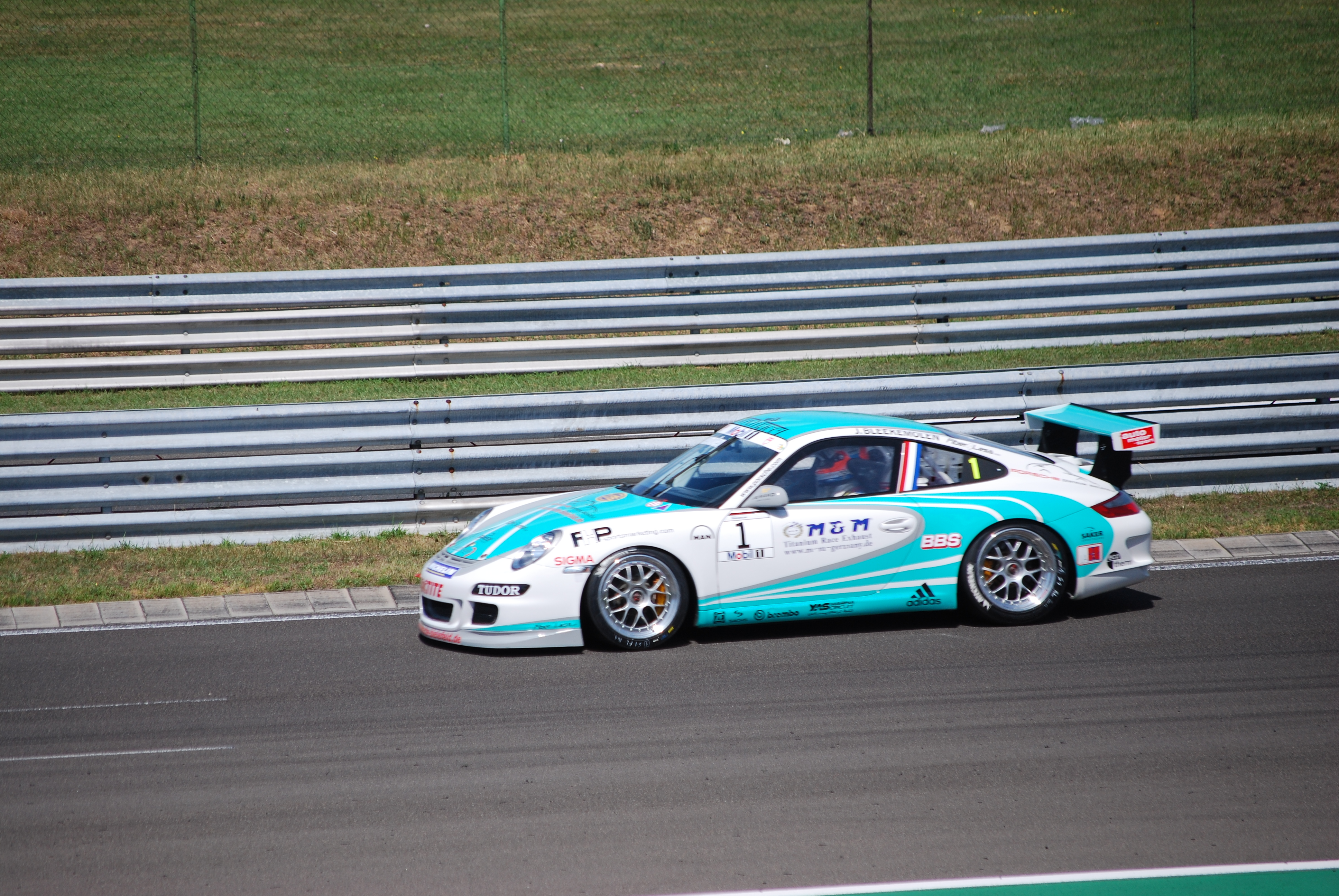
Porsche Supercup en 2009

## Résultats en DTM
| Année | Voiture                  | Équipe        | Courses disputées | Victoires | Pole positions | Podiums | Records du tour | Points inscrits | Classement |
| ----- | ------------------------ | ------------- | ----------------- | --------- | -------------- | ------- | --------------- | --------------- | ---------- |
| 2003  | Opel Astra V8 Coupé 2002 | OPC Euroteam  | 10                | 0         | 0              | 0       | 0               | 2               | 14e        |
| 2004  | Opel Astra V8 Coupé      | OPC Euroteam  | 10                | 0         | 0              | 0       | 0               | 0               | 18e        |
| 2006  | Audi A4 DTM 2004         | Futurecom TME | 2                 | 0         | 0              | 0       | 0               | 0               | 20e        |

## Résultats aux 24 Heures du Mans
| Année | Voiture                    | Équipe                                       | Équipiers                             | Résultat               |
| ----- | -------------------------- | -------------------------------------------- | ------------------------------------- | ---------------------- |
| 2006  | Spyker C8 Spyder GT2-R     | Spyker Squadron b.v.                         | Mike Hezemans / Jonny Kane            | Abandon                |
| 2007  | Dome S101.5                | Racing for Holland b.v.                      | Jan Lammers / David Hart              | 25e                    |
| 2008  | Porsche RS Spyder Evo      | Van Merksteijn Motorsport / Équipe Verschuur | Peter Van Merksteijn / Jos Verstappen | 10e et premier en LMP2 |
| 2009  | Spyker C8 Laviolette GT2-R | Spyker Squadron                              | Tom Coronel / Jaroslav Janiš          | 25e                    |
| 2010  | Spyker C8 Laviolette GT2-R | Spyker Squadron                              | Tom Coronel / Peter Dumbreck          | 27e                    |
| 2011  | Lola B10/60-Rebellion      | Rebellion Racing                             | Nicolas Prost / Neel Jani             | 6e                     |
| 2012  | Lola B12/60-Toyota         | Rebellion Racing                             | Andrea Belicchi/ Harold Primat        | 11e                    |
| 2013  | Oreca 03-Judd              | Race Performance                             | Michel Frey / Patric Niederhauser     | 18e                    |
| 2014  | Porsche 911 GT3 RSR (997)  | Prospeed Competition                         | Cooper MacNeil (en)                   | 33e                    |
| 2015  | Dodge Viper GTS-R          | Riley Motorsports-TI Auto                    | Ben Keating / Marc Miller             | Abandon                |
| 2016  | Oreca 03R                  | Murphy Prototypes                            | Ben Keating / Marc Goossens           | 34e                    |
| 2017  | Riley Mk. 30               | Keating Motorsports                          | Ben Keating / Ricky Taylor            | 47e                    |
| 2018  | Ferrari 488 GTE            | Keating Motorsports                          | Ben Keating / Luca Stolz              | 28e et 2e GTE Am       |
| 2019  | Ford GT (GTE)              | Keating Motorsports                          | Ben Keating / Felipe Fraga            | Disqualifié            |